# سراعيف عنقصية
السراعيف العنقصية (الاسم العلمي: Empusidae) هي فصيلة من الحشرات تتبع رتبة السرعوفيات من طبقة شبكيات الأجنحة.

## التصنيف
- العنقصاوات
  - العنقصاوية
    - العنقص